# سبيد (فرقة موسيقية)
سبيد (بالكورية: 스피드; معروفة بـ SPEED) فرقة فرعية للفرقة الكورية الجنوبية كويد سكول من Core Contents Media. تتكون من جميع الأعضاء الذكور للفرقة: جونغ وو (أيضًا يعرف بـ 'يوسونغ'), تايوون (القائد), سونغمين (الماكني)، وبالإضافة إلى أربع أعضاء جدد: جونغ كوك في 2011، سيجون، يوهوان، وتاي ها في 2012.

## التاريخ

### 2010-2011: كويد سكول والفرق الفرعية
أول ظهور لكويد سكول في أكتوبر 2010 مع الأغنية المفردة "Too Late". ألبومهم المصغر، Something That Is Cheerful and Fresh, أفرج عنه في 28 أكتوبر 2010. Core Contents Media أعلنت أنها سوف تقسم الفرقة إلى فرقتين فرعيتين في 2011. العضوات الإناث، سومي، تشانمي، هيويونغ وهيون وانضمت العضوة الجديدة انكيو إلى فرقة الفتيات الفرعية «فايف دولز». بعد أول ظهور للفرقة، قاموا بعودة في نفس السنة في وقت لاحق، في النهاية تم تأجيل أول ظهور لفرقة الفتيان. في 4 نوفمبر 2011 أعلن أن العضو كانغهو قد ترك الفرقة للتركيز على التمثيل. لقد استبدل بالمتنافس في Superstar K3 شين جونغ كوك وكان من المقرر أن يكون أول ظهور للفرقة الفرعية في تاريخ مبكر في 2012.

### 2012: أول ظهور مع "Lovey-Dovey Plus" والتغيرات في تشكيلة الفرقة
في آخر يناير، كشف عن اسم الفرقة الفرعية سبيد، مع الإعلان أنهم سوف يفرجون عن الأغنية الرقمية المفردة "Lovey Dovey-Plus", تقدير واتباع لأغنية تيارا 'Lovey Dovey'. عضوة تيارا السابقة ريو هوايونغ وأختها التوأم ريو هيويونغ (من فايف دولز) ظهرتا في الفيديو الموسيقي. سبيد أتبعوا الإفراج عن الأغنية المفردة بإسبوعين من الترويج في البرامج الموسيقية.
في فبراير، أعلن أن سومي قائدة فايف دولز قد تركت الفرقة. وقد استبدلت بـ نايون، بالإضافة إلى أن Core Contents Media قرروا إضافة سيجون إلى تشكيلة فرقة سبيد. ثم قامت Core Contents Media بنقل كويد سكول وفرقها الفرعية إلى شركتهم الثانوية GM Contents Media. في سبتمبر، كوانغ هينغ ونوري تركا الفرقة، واستبدلا بـ يوهوان وتاي ها في أكتوبر. لاحقًا تم إعادة الفرقة إلى الشركة الرئيسية Core Contents Media مع فايف دولز وGangkiz.

### 2013: Superior Speed repackage
الظهور الرسمي للفرقة أعلن لاحقا في ديسمبر 2012، وأثبت الإفراج عن الأغنية المفردة "It's Over". في 6 يناير، أفرج عن فيديوين موسيقيين للأغنية "Sad Promise" بمشاركة عضوة دافيتشي كانغ مينكيونغ من الألبوم الرقمي "Speed of Light". نسخة الرقص، ونسخة الدراما الذي تم بمشاركة بارك بو-يونغ، نايون من A Pink، تشانغ-ووك، مع ها سوك-جين. في 14 يناير 2013، أفرج عن أول ألبوم "Superior SPEED", مع الفيديوين الموسيقيين للأغنية بعنوان "It's Over'. نسخة الرقص، ونسخة الدراما التي هي جزء ثاني لفيديو الدراما "Sad Promise". أنتجت الأغنية بواسطة Shinsadong Tiger وبارك بو-يونغ (التي أيضا مثلت دور البطولة للفيديو الموسيقي) وقد شاركت في الأغنية. لقد أعلن أن سبيد سوف يرجعون بعد الألبوم الأول بترويج ألبوم Blow Speed. في 20 فبراير 2013، تم الإفراج عن الألبوم، مع فيديو الموسيقى للأغنية بعنوان 통증 (Pain).

## الأعضاء

### الأعضاء الحاليين
| الاسم المسرحي | الاسم المسرحي | اسم الميلاد   | اسم الميلاد |
| Romanized     | Hangul        | Romanized     | Hangul      |
| KI-O          | 기 - 오       |               |             |
| ------------- | ------------- | ------------- | ----------- |
| Jungwoo       | 정우          | Kim Jungwoo   | 김정우      |
| Taewoon       | 태운          | Woo Jiseok    | 우지석      |
| Yoohwan       | 유환          | Kim Yoohwan   | 김유환      |
| Taeha         | 태하          | Oh Sungjong   | 오성종      |
| Jongkook      | 종국          | Shin Jongkook | 신종국      |
| Sejoon        | 세준          | Park Sejoon   | 박세준      |
| Sungmin       | 성민          | Choi Sungmin  | 최성민      |

### الأعضاء السابقين
| الاسم المسرحي | الاسم المسرحي | اسم الميلاد    | اسم الميلاد |
| Romanized     | Hangul        | Romanized      | Hangul      |
| ------------- | ------------- | -------------- | ----------- |
| Kwanghaeng    | 광행          | Lee Kwanghaeng | 이광행      |
| Kangho        | 강호          | Park Yongsoo   | 박용수      |
| Noori         | 누리          | Kang Inoh      | 강인오      |

## الألبومات
Studio albums
- 2013: Superior Speed

Re-package albums
- 2013: Blow Speed

Digital Single
- 2012: Hommage to Lovey-Dovey
- 2013: Speed of Light

Promotional singles
- 2012: Lovey-Dovey Plus
- 2013: 슬픈약속 That's My Fault
- 2013: It's Over
- 2013: 통증 Pain

## الفيديو

### الفيديوات الموسيقية
| السنة | العنوان                                 | الطول | ملاحظات                                                                       |
| ----- | --------------------------------------- | ----- | ----------------------------------------------------------------------------- |
| 2012  | Lovey Dovey Plus Ver.1                  | 4:10  | بمشاركة عضوة تيارا السابقة هوايونغ وعضوة فايف دولز هيويونغ.                   |
| 2012  | Lovey Dovey Plus Ver.2                  | 4:16  | بمشاركة عضوة تيارا السابقة هوايونغ وعضوة فايف دولز هيويونغ.                   |
| 2013  | 슬픈약속 "That's My Fault" (Drama Ver.) | 13:17 | نسخة الدراما بمشاركة بارك بو-يونغ، نايون من A Pink، جي تشانغ-ووك، ها سوك-جين. |
| 2013  | 슬픈약속 "That's My Fault" (Dance Ver.) | 4:18  | بمشاركة عضوة دافيتشي كانغ مينكيونغ.                                           |
| 2013  | It's Over (Drama Ver.)                  | 14:30 | نسخة الدراما بمشاركة بارك بو-يونغ، نايون من A Pink، جي تشانغ-ووك، ها سوك-جين. |
| 2013  | It's Over (Dance Ver.)                  | 3:36  | بمشاركة الممثلة بارك بو-يونغ.                                                 |
| 2013  | Never Say Goodbye                       | 1:30  |                                                                               |
| 2013  | 통증 (Pain)                             | 3:31  |                                                                               |

## الجوائز والترشيحات
| السنة | الجائزة                      | الفئة                                                      | النتيجة |
| ----- | ---------------------------- | ---------------------------------------------------------- | ------- |
| 2013  | Cyworld Digital Music Awards | فرقة الروكي لشهر يناير ("It's Over" (feat. Park Bo-young)) | الفائز  |

## روابط خارجية
- سبيد على موقع ميوزك برينز (الإنجليزية)